# Маківка Степан Адамович
Степан Адамович Маківка (11 жовтня 1889, с. Коденець, нині Люблінське воєводство, Польща — 24 січня 1966, Львів) — український громадський і політичний діяч на Підляшші, посол до сейму Польщі.

## Біографія

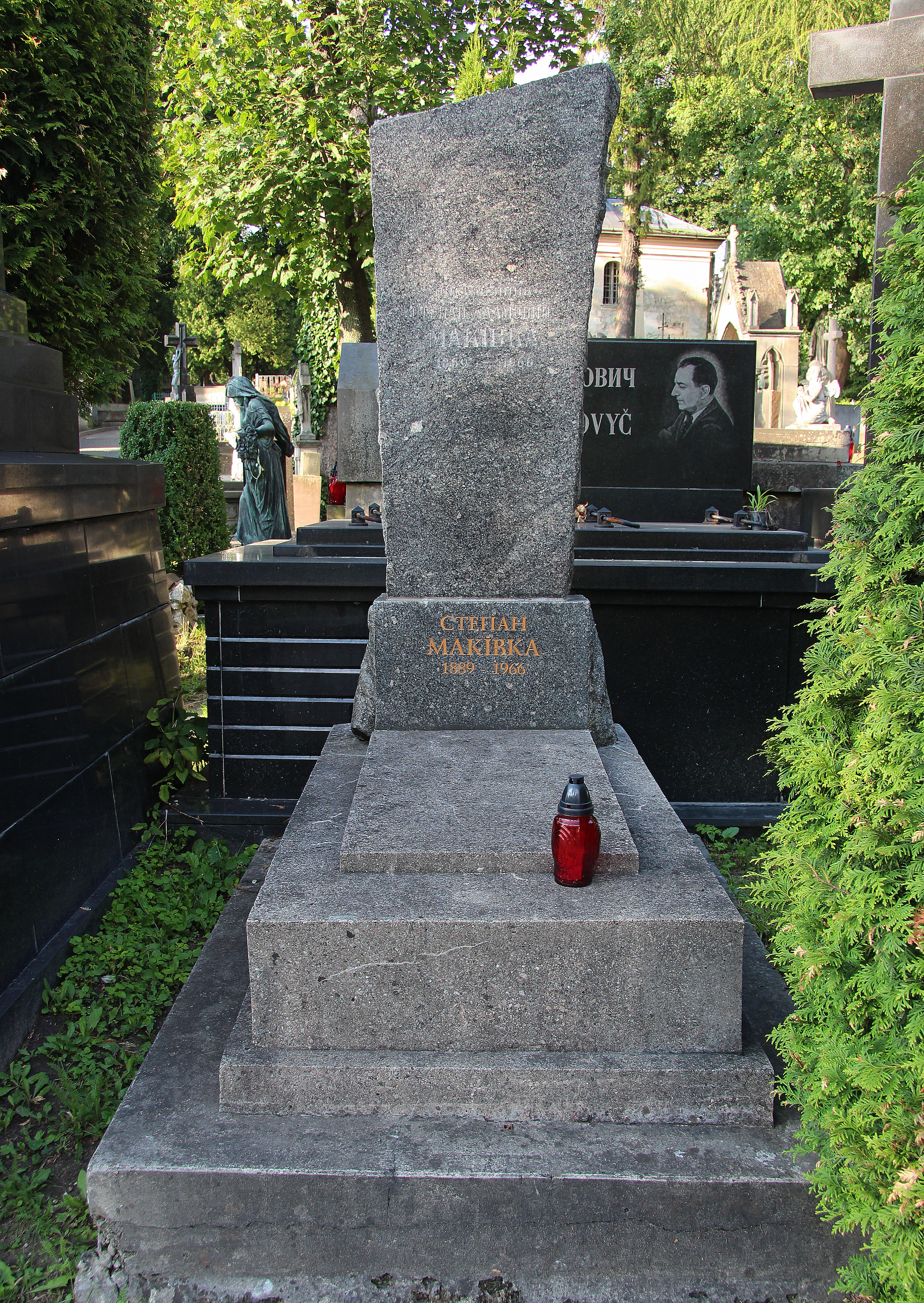
Могила Степана Маківки на Личаківському цвинтарі

Народився в с. Коденець (нині Люблінське воєводство, Польща). Закінчив учительську семінарію (1908) та інститут (1912), працював у сільських школах Білорусі. 1915—1917 — служба у російському війську. 1917 року брав участь у роботі рад солдатських депутатів від Партії соціалістів-революціонерів. У 1920-х роках — організатор «Селянського союзу» на Холмщині, яка 1928 року увійшла до складу «Сель-Робу», співзасновник і співредактор тижневика «Наше життя» в Холмі. У 1922—1928 роках — посол (депутат) до польського сейму, у 1929—1936 роках — в'язень польської тюрми.
Після анексії Польщі у 1939 році, вимагав від радянської влади приєднання Холмщини і Підляшшя до Радянської України. Під час німецької окупації в лавах комуністичної партизанської організації брав активну участь у боротьбі проти окупаційного режиму. Від 1945 року — на педагогічній, партійній та журналістській роботі.
Автор роману-памфлету «Нескорені креси» (1957), «Народна гвардія імені Івана Франка» (1959), «Це було темної ночі» (1963), «Тривожні дороги» (1967).
Помер 24 січня 1966 року у Львові. Похований на полі № 5 Личаківського цвинтаря.